# 51-es körzet
Az 51-es körzet (angolul Area 51) Nevadában, az Amerikai Egyesült Államok nyugati részén található katonai bázis beceneve. A terület a Groom Lake nevű kiszáradt tóban terül el, melynek déli részén nagy területű, titkos katonai repülőtér van. A katonai bázis elsődleges célja a kísérleti repülőgépek és fegyverek tesztelése és fejlesztése.
Többen állítják, hogy a területen földönkívüli kísérleteket végeznek, ezt az elképzelést azonban eddig senki sem tudta igazolni. Mások szerint felderítő repülőgépeket teszteltek itt, de ez az állítás is évtizedeken át bizonyítás nélkül maradt. Végül a CIA 2013. augusztus 16-án ismerte el, hogy a területen teszteltek felderítő eszközöket és fegyvereket. Mindez egyúttal a körzet létezésének hivatalos beismerését is jelentette.
A bázis az Amerikai Egyesült Államok Légierejének hatalmas Nevadai Teszt- és Gyakorló Terület körzetébe esik. Habár a létesítményt a 99. Air Base Wing irányítja a Nellis légitámaszpontról, úgy tűnik, hogy a Légierő Repülési Tesztközpontjának (Air Force Flight Test Center, AFFTC) egyik bővítménye, amely az Edwards légitámaszponton van a Mojave-sivatagban. A sivatag a Groom-tótól körülbelül 300 km-re délre fekszik, így a bázist Air Force Flight Test Center néven is hívják (3-as különítmény).
Gyakran a Dreamland, Paradise Ranch Home Base, Watertown Strip és Groom Lake neveket is használják a bázisra, illetve a legújabb kifejezés a Homey Airport. A terület a Katonai Műveleti Terület része, és a körbehatárolt repülőteret is annak részeként azonosítják (R-4808N), a katonai pilóták a tiltott terület feletti légteret pedig "The Box"-nak ("A Doboz") hívják.
Elég nagy titkolózás övezi a bázist, így rendszeresen válik összeesküvés-elméletek és UFO-elméletek  tárgyává.

## Földrajzi adatok

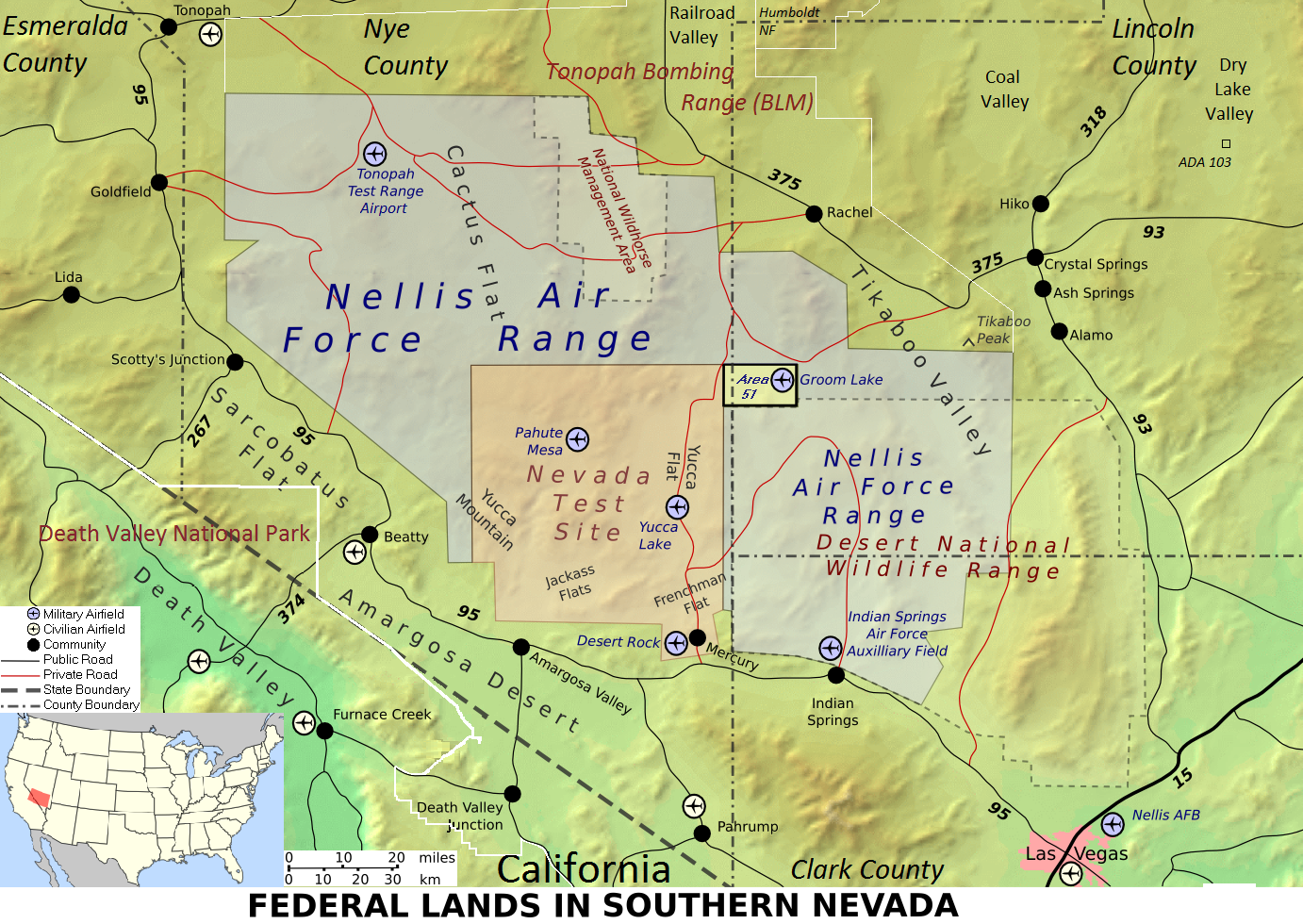
Az 51-es körzet és környéke

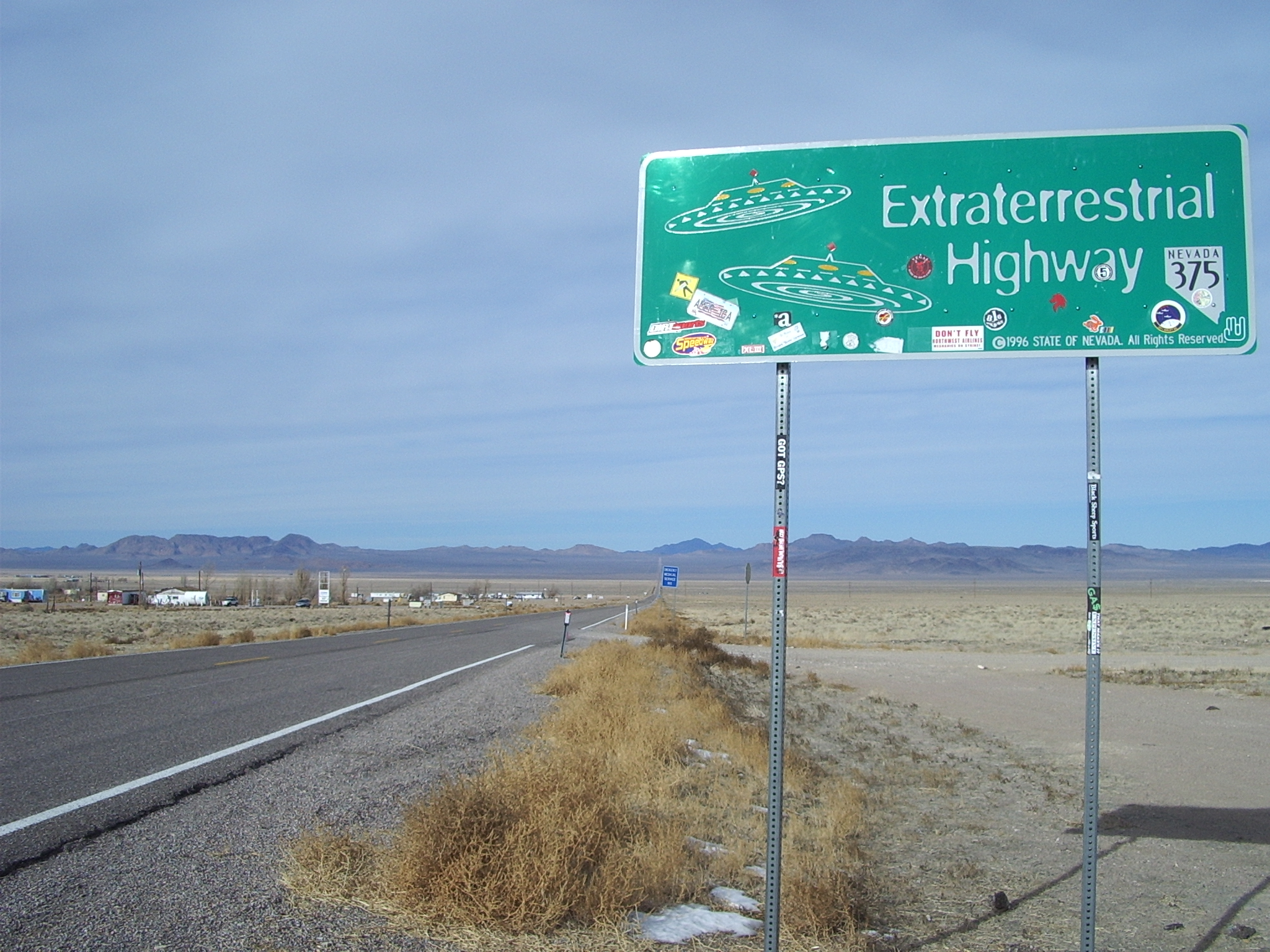
Tábla a nevadai 375-ös út mellett: "Földönkívüliek országútja" (Extraterrestial Highway)

Az 51-es körzet egy nagyjából 155 km² alapterületű földterület, amely az Amerikai Egyesült Államok Nevada államának Lincoln megyéjében található. A körzet a 12 140 km² területű Nellis légibázishoz tartozik, nagy részén az Emigrant-völgyben terül el, amelyet a Groom és a Papoose hegyláncok vesznek körbe. A két hegylánc között fekszik a nagyjából 5 km átmérőjű Lake Groom, egy kiszáradt sóstó.
A tó délnyugati részén egy nagyméretű légibázis található. A tó kiszáradt medrét két, több kilométeres kifutópálya szeli át.
Az 51-es körzet határos a nevadai atomkísérleti telep (Nevada Test Site, NTS) Yucca Flats területével, ahol az amerikai Energetikai Minisztérium számos atomkísérletet hajtott végre. A Yucca Mountain atomfegyverbunkere nagyjából 64 km-re délnyugatra található a Groom Lake-től.
Maga az 51-es körzet megnevezés megkérdőjelezhető, mivel csak az NTS régebbi térképein szerepel, ugyanakkor a nevadai atomkísérleti telep többi területét is hasonló módon számozták. A modern térképeken általában a „Nellis Air Force Bombing and Gunnery Range” kifejezés szerepel, ami a Nellis légibázis lőterét jelzi.
A terület kapcsolódik az NTS belső úthálózatához, és burkolt utak vezetnek északnyugat felé Mercuryba, illetve nyugatra, a Yucca Flatsre. A kiszáradt tómedertől északkeletre vezet a Groom Lake Road. Ez a széles, jó minőségű út a Jumbled Hills egyik hágóján halad át. A Groom Lake Road korábban a Groom-medencében található bányákhoz vezetett, de a bányák bezárása óta az utat tovább bővítették. A kígyózó út egy biztonsági ellenőrzőpont mellett is elhalad, bár a bázis körüli lezárt terület ennél messzebbre, keleten ér véget. Azokat a meggondolatlanokat, akik gyalog mennek nyugat felé a Groom Lake Roadon, először a hágót körülvevő hegyekről veszik észre az őrök, több kilométernyire az ellenőrzőponttól. A lezárt területet számtalan figyelmeztető tábla veszi körül: „Fényképezni tilos” illetve „Belépni életveszélyes”. A területet elhagyó Groom Lake Road kelet felé halad tovább, ahol eléri a Tikaboo-völgy alját. Több, távoli ranchhez vezető földút csatlakozik a betonútba, mielőtt az Rachel kisvárosától délre eléri a 375-ös országutat. Ennek az útnak 1996. április 18-án Bob Miller nevadai kormányzó hivatalosan is az "Extraterrestrial Highway", azaz "földönkívüliek országútja" nevet adta, miután az ufórajongók évtizedeken át így hívták.

## A Groom Lake operatív tevékenységei
A Groom Lake nem egy hagyományos légibázis, és általában nem elsővonalbeli egységeket helyeznek ide. Úgy tűnik, hogy a bázis főbb feladata az új repülőgépek kifejlesztése, berepülése, illetve ezek pilótáinak kiképzése. Amint ezeket a repülőgépeket az amerikai légierő haderőbe állítja, a gépeket hagyományos légibázisokról üzemeltetik. Beszámolók szerint a Groom Lake-i bázison kisszámú szovjet tervezésű repülőgép is helyet kapott, melyekhez különféle módon jutottak hozzá. Ezeket a gépeket elemzésekre és kiképzési feladatokra használják.
A bázison dolgozók nagy része, úgy tűnik, a Las Vegas-i McCarran nemzetközi repülőtérről ingázik néhány piros-fehér színű, de légitársaság megjelölése nélküli Boeing 737-es utasszállítón. A gépek akár napi ezer embert is tudnak Las Vegas és a bázis között szállítani, és általában a „Janet” hívónevet használják (például "Janet 6"). Állítólag egy kifehérített ablakú busz is szállít utasokat a Groom Lake Road mellett, melyen az a kisszámú alkalmazott utazik, akik az NTS határán túl élnek (bár az nem nyilvánvaló, hogy ezek az emberek a Groom Lake bázison dolgoznak-e vagy pedig az NTS más létesítményein.)
A hidegháború során szovjet műholdak fényképeket készítettek a Groom Lake-ről, de ezekből csak általános információk derülnek ki. A képeken semmi különleges nem látszik – légibázis, kifutópálya, hangárok stb. A képek alapján semmi nem támasztja alá a hatalmas, földalatti bunkerekről terjengő mendemondákat. A később készült polgári műholdas fényképeken annyi kivehető, hogy a bázis tovább terjeszkedett, de a felszínen semmi különleges nem látható.

### Senior Trend / U–2 program
A Groom Lake-et a második világháború alatt bombázási és tüzérségi lőtérnek használták, majd 1955-ig elhagyatott volt. Ekkor a Lockheed Skunk Works nevű kutatóintézete a hamarosan elkészülő U–2 felderítő repülőgép kísérleti telepének választotta a helyszínt. A lapos tómeder ideális leszállópályának bizonyult a nehezen kezelhető gép számára, az Emigrant-völgy és az NTS közelsége pedig elrejtette a gépet a kíváncsi szemek elől.
Lockheed nekilátott egy ideiglenes bázis létesítésének. A tábor egy pár utánfutóból, műhelyből és szélvédte helyiségből állt. Az első U–2 1955 augusztusában szállt fel a Groom Lake medréből. 1956 közepétől a CIA irányítása alatt a gépek elkezdtek a Szovjetunió és más, hírszerzési szempontból fontos területek fölé repülni.
Mindeközben az NTS területén tovább folyt a légköri atomkísérletek sorozata. 1957-ben az U–2-bevetéseket többször megszakította az Operation Plumbbob névre keresztelt kísérletsorozat, amely során két tucatnyi atomtöltetet robbantottak fel. A Plumbbob-Hood robbanás során radioaktív csapadék hullott a Groom Lake területére, és a bázist átmenetileg ki kellett üríteni.
Az U–2 fő feladata a Szovjetunió fölé repülés volt, ezért nagyrészt a szovjet határ melletti légibázisokról működtették, például a törökországi Incirlikből és a pakisztáni Pesavarból.

### A Blackbird program (OXCART / A-10 / A-11 / A-12 / SR-71)
Még az U-2 program befejezése előtt a Lockheed elkezdett a gép utódján dolgozni. A CIA megbízásából az „OXCART” program egy Mach 3-mal (a hangsebesség háromszorosával) repülő felderítőgép kifejlesztésével foglalkozott, amely később SR-71 Blackbird néven vált ismertté.
Az új gép repülési sajátosságai és karbantartási igényei jelentős infrastrukturális bővítéseket követeltek, így új épületeket húztak fel és a kifutópályát is kibővítették. Amikor 1962-ben felszállt az első A-12 Blackbird prototípus, a Groom Lake kifutópályája már 2600 méter hosszú volt és a bázison több mint ezer ember dolgozott. A bázison az üzemanyagtartályok és az irányítótorony mellett egy baseball-pálya is helyet kapott.
A bázis biztonságát is jelentősen növelték – a szomszédos Groom-medence kis bányáját bezárták, és a környező területeket katonai körzetté nyilvánították, ahol az arra tévedőket akár le is lőhették.
A Groom Lake bázisról szálltak fel a Blackbird változatai: az A-10, az A-11, az A-12, az RS-71 (amelyet a közhiedelemmel szemben Curtis LeMay tábornok, a légierő vezérkari főnöke nevezett át SR-71-re, és nem pedig egy elnöki tévedés eredménye volt), illetve a félbehagyott YF-12A vadászbombázó és a katasztrofális véget ért D-21 távirányítású repülőgép is.

### A Have Blue / F-117 program
Az első lopakodó repülőgép prototípusa, az F-117-es kistestvére, a Have Blue 1977 végén szállt fel először a Groom Lake-ről. A szupertitkos prototípusok kipróbálását egészen 1981 közepéig folytatták, amikor is a kísérleti repülések helyet adtak az F-117A Nighthawk első szériájának. A berepülések mellett a Groom Lake bázison végezték el a lopakodó repülőgép radarprofiljának beállítását, a fegyverrendszer tesztelését és szintén itt történt az első operatív F-117-es egység pilótáinak kiképzése. Ezután a továbbra is nagyon titkos, de már aktív szolgálatot ellátó F-117-esek a szomszédos Tonopah kísérleti lőterére települtek, majd onnan tovább a Holloman légibázisra.

### Későbbi programok
Miután 1983-ban hadrendbe állították az F-117-esket, a Groom Lake programjai más irányban, de a korábbi intenzitással folytatódtak. A bázist és a száraz tómedren átvezető kifutópályát tovább bővítették, és a mai napig is repülővel szállítják oda Las Vegasból az ott dolgozókat. Az újabban készült műholdas fényképeket látva egyes elemzők úgy vélik, hogy a bázison nagyjából ezer ember él, és naponta körülbelül még ennyien járnak be Las Vegasból. 1995-ben a szövetségi kormány környező földterületeket sajátított ki, többek között azt a közeli hegységet is, ahol a Freedom Ridge névre hallgató pontról nyílt az egyetlen jól látható betekintés a bázisra.
A szóbeszéd szerint a Groom Lake bázison kísérleteztek a D-21 Tagboard távirányítású repülőgéppel, egy kis méretű, lopakodó VTOL csapatszállítóval, egy lopakodó robotrepülővel, illetve a bizonyítatlan létezésű Aurora hiperszonikus felderítő repülőgéppel.
Az amerikai légierő továbbra sem hajlandó megerősíteni vagy cáfolni a Groom Lake-et és az ottani eseményeket leíró találgatásokat.

## Az amerikai kormány álláspontja
Az amerikai kormány hivatalosan sokáig nem ismerte el a Groom Lake bázis létezését. Egészen 2013-ig ez volt a helyzet, amikor azonban a Központi Hírszerző Ügynökség feloldotta egy olyan dokumentum titkosítását, amelyben szó esik az 51-es körzetről.
Maga a bázis az amerikai kormány egyetlen térképén sem szerepel. Az amerikai földmérési hivatal, a USGS topográfiai térképein csak a rég elhagyatott Groom-bánya szerepel. A polgári repülés térképein a terület egy hatalmas tiltott zóna, melyet a Nellis lőtér részeként tüntetnek fel. Bár hivatalosan már feloldották a titkosítás alól a Corona felderítő műholdak által készített fényképeket, az 1960-as években készült negatívokból a kérdéses területet kivágták. A USGS Terra nyilvános hozzáférésű műholdképeit 2004-ben eltávolíttatták a webszerverekről (mint például a Microsoft Terraserveréről – Terraserver kép). Nem amerikai forrásból származó képek azonban továbbra is cenzúrázatlan formában érhetők el – többek között ilyen a nagy felbontású orosz műholdak képe, illetve a kereskedelmi rendeltetésű IKONOS és Landsat műholdak képei is. Ezek a képek az interneten könnyen fellelhetők.
A szomszédos Nellis lőtérrel ellentétben a területet körülvevő részre polgári repülőknek és a legtöbb katonai repülőnek is tilos a berepülés. A területet radarállomások és földbe rejtett mozgásérzékelők őrzik – a hívatlan vendégeket helikopterek és fegyveres őrök fogadják. Ha véletlenül a Groom Lake körüli tiltott légtérbe repülne, még a Nellis lőtéren gyakorlatozó katonai pilótákat is hosszas faggatásnak vetnék alá a katonai hírszerzés ügynökei.
A bázis a közelmúltban több környezetvédelmi és munkaügyi per alperese is volt. A bázison dolgozók több pert is indítottak az ott található veszélyes hulladékokkal kapcsolatban, ám 2002-ben és 2003-ban is egy elnöki határozat mentette fel a légierő nevadai, Groom Lake közelében található helyszínét a környezetvédelmi bevallás alól.
Nevada állam kormányzata felismerte, hogy a bázis léte körül jelentős folklór alakult ki, ezért az amúgy elhagyatott terület turisztikai potenciálját kiaknázandó, a közeli Rachel kisváros mellett elhaladó 375-ös út egy részét „Extraterrestrial Highway”-nek, azaz "földönkívüliek országútjának" nevezte el, és gondosan illusztrált úttáblákat helyezett ki.
A területen (egyesek szerint a terület mellett) felfedezett „kirándulókat” általában fegyveres őrök – állítólag az EG&G hadiipari cég alkalmazottai – tartóztatják fel, majd átadják őket a Lincoln megyei sheriffnek. A tiltott területre való behatolást általában nagyjából 600 dolláros pénzbírsággal honorálják, bár egyes látogatókat és újságírókat állítólag a Szövetségi Nyomozóiroda ügynökei is felkerestek.
Bár a bázison található szövetségi létesítményekre nem vonatkoznak az állami és a helyi adók, ez alól a bázison működő magáncégek nem képeznek kivételt. Az amerikai hadsereg jelentős mértékben foglalkoztat magáncégeket egyes feladatok ellátására – például kutatás-fejlesztés, gyártási folyamatok, biztonságtechnika stb. Egy kutató szerint a bázis csupán 2 millió dollárnyi adóztatható bevételt vallott be a Lincoln megyei adóhatóságnak, amely képtelen volt bejutni a bázisra ellenőrzés céljából. A megye pár lakója szerint a bázis túl nagy terhet ró a megyére, nagyon kevés helyi lakost foglalkoztat (mivel az alkalmazottak nagy részét, úgy tűnik, chartergépekkel szállítják oda Las Vegasból), túlságosan sok földet sajátít ki, és magasak a rendfenntartással kapcsolatos költségek.

## Fontos és érdekes események a Groom Lake történetéből

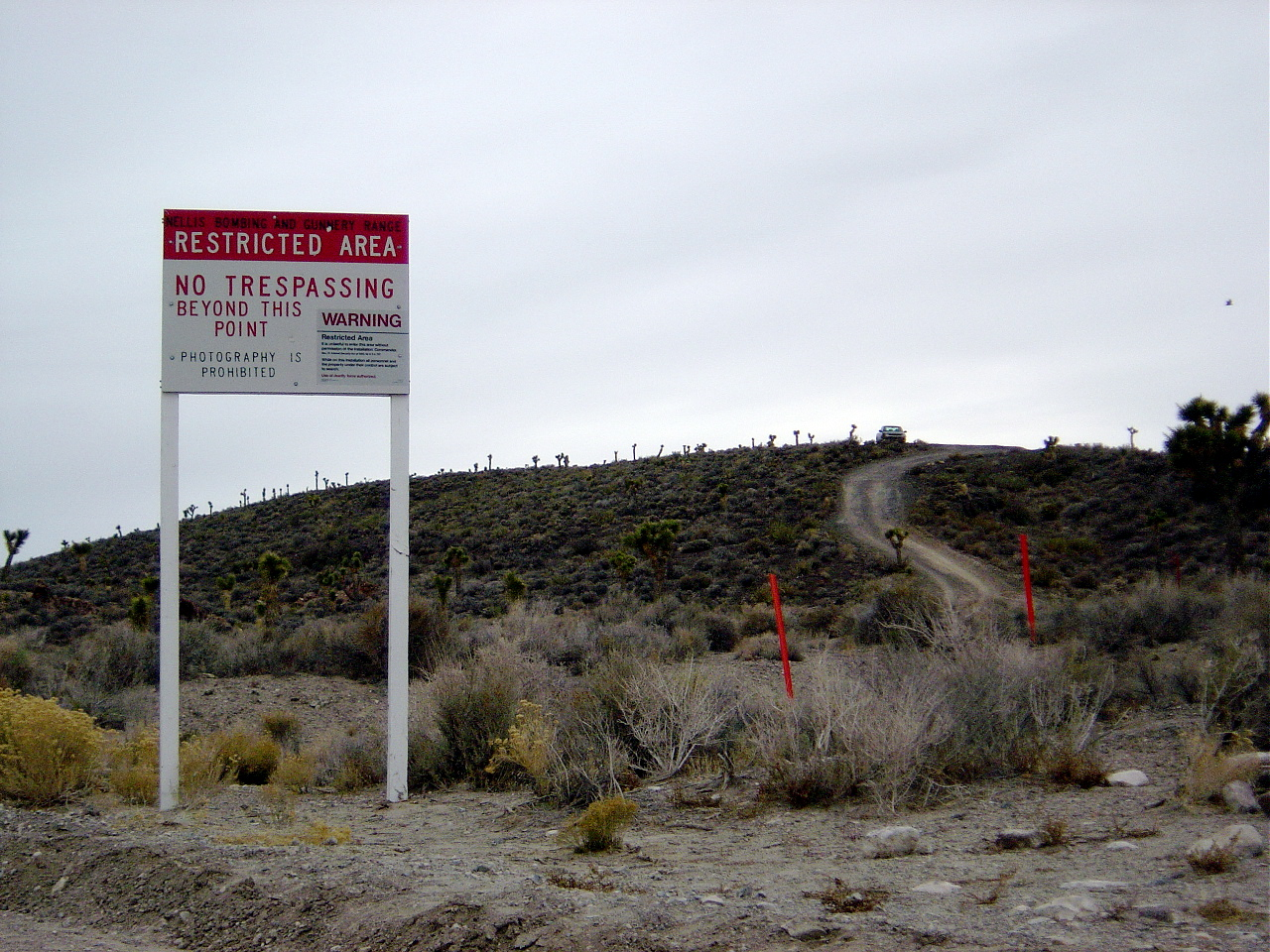
"Tiltott övezet"

(Tom Mahood engedélyével – forrás Archiválva 2005. július 28-i dátummal a Wayback Machine-ben):
- Kb. 1941 és 1945 között
  - Két leszállópályát marnak a Groom Lake keleti részébe, egy nagyjából 1600 méter (5000 láb) és egy 2300 méter (7000 láb) hosszút. A kifutópályákat a közeli Nellis támaszponton állomásozó egységek landolási kiképzésére használják. A második világháború végétől a pályákat nem használják, állapotuk gyorsan leromlik.
- 1955.
  - április: Kelly Johnson utasítására a Lockheed egyik berepülőpilótája, Tony LeVier egy eldugott, leszállópályának alkalmas helyszínt keres, ahol az U–2-vel kísérletezhetnek. LeVier megtalálja a Groom Lake-et, odaviszi Kelly Johnsont illetve a CIA egyik alkalmazottját. A Skunk Works irányítása alatt megkezdődik egy bázis felépítése.
  - július: a "Ranch" munkálatai befejeződnek. A 800 000 dolláros költséggel épült bázison három hangár, egy irányítótorony, egy kantin, egy kifutópálya illetve számtalan lakóautó található. A Skunk works burbanki létesítményéből az első U–2 július 24-én a indul el a bázisra, egy C-124-es szállítógép fedélzetén.
  - augusztus: a Groom Lake bázisról felszáll az első U–2. Augusztus 19-én Eisenhower elnök aláírja a 10633-as számú elnöki rendeletet, amely első alkalommal korlátozza a Groom Lake feletti légteret. A négyszög alakú légtér az annak északnyugati sarkában található atomkísérleti telep (amelyet akkor a Las Vegas Project néven ismertek) légteréhez kapcsolódik és 9×16 km méretű.
  - november: egy C-54-es Burbankből a Groom Lake felé tartva a Mount Charlestonba csapódik. A fedélzetén utazó 9 civil és 5 katona közül senki nem éli túl.
- 1956.
  - ősz: a SAC (Stragic Air Command, Stratégiai Légi Parancsnokság, a haderőnemektől független, az USA nukleáris csapásmérő erőit irányító parancsnokság) hat pilótája a Groom Lake bázison megkezdi kiképzését az U–2-vel.
- 1957.
  - április 4.: az első radarzavaróval felszerelt U–2 prototípus, a 341-es, berepülés közben Pioche közelében lezuhan, a pilóta életét veszti.
- 1958.
  - június 20.: Roger Ernst belügyminiszter-helyettes aláírja az 1662-es számú közterületi utasítást, melynek értelmében 15 540 hektár földterületre tiltja meg a belépést "… a nevadai kísérleti teleppel (NTS) kapcsolatban az Atomenergetikai Bizottság számára." Az észak-déli irányban 10 km, a kelet-nyugati irányban pedig 18 km hosszú négyszög az első olyan kisajátítás, mely a Groom Lake bázist veszi körbe. Ez egyébként szinte pontosan a már tiltott légtér alá esik. (Az USA Belügyminisztériuma nem az európai országokban megszokott feladatokat látja el, mivel a rendőrség, tűzoltóság, önkormányzati ügyek stb. az egyes államok hatáskörébe tartoznak. A szövetségi belügyminiszter a természeti kincsek, nemzeti parkok, indián rezervátumok stb. ügyeiért felel.)
- 1959.
  - szeptember 21.: a USGS egy rutin térképészeti program részeként lefotózza a Groom Lake bázist. A 13-146 számú fényképet állítólag a mai napig meg lehet szerezni.
  - november: radarvisszaverődési kísérletekhez egy teljes méretű A-12 makettet szállítanak teherautóval a Groom Lake bázisra.
- 1960.
  - szeptember: nagy méretű földmunkák kezdődnek, hogy a Groom Lake bázis felkészülhessen a CIA A-12 OXCART programjára. Az építkezést 1964 közepére fejezik be, a már létező 1600 méter hosszú kifutópályát november 15-ére 2800 méteresre hosszabbítják meg.
- 1961.
  - augusztus 11.: hatályba lép az NTS és a Groom Lake feletti, R-4808-as légtérkorlátozás, a földfelszín és 20 000 méter (FL600) között tilos a berepülés (akkoriban csak az U–2 tudott olyan magasra repülni – a ford.) A Groom Lake feletti tiltott légtér mérete nem változik.
  - év vége felé: Robert J. Holburyt, a légierő ezredesét nevezik ki a Groom Lake bázis parancsnokává.
- 1962.
  - év eleje: elkészül az ötmillió liter kapacitású üzemanyagtartály-rendszer
  - január 15.: az R-4808-as tiltott légtér méretét 40 x 36 km-re növelik. A bővítést azzal indokolják, hogy a légierőnek egy titkos program miatt azonnali sürgős szüksége van a légtérvédelemre. Ekkor jön létre a mai napig is fennálló tiltott légtérzóna.
  - február 26.: a 121-es számú, első A-12 Blackbird megérkezik teherautón a Groom Lake bázisra.
  - április 26.: a 121-es számú, első A-12 Blackbird felszáll a Groom Lake bázisról.
- 1963.
  - február: a bázisra érkezik az első öt CIA-s A-12 pilóta: Collins, Ray, Skliar, Sullivan és Walter.
  - május 24.: a 123-as számú A-12 egy Pitot-cső eljegesedése miatt a utahi Wendovertől 25 km-re délre lezuhan. Collins, a pilóta sikeresen katapultál.
  - július 20.: egy berepülés során az A-12 végre túllépi a 3 Mach-os sebességet.
  - augusztus 7.: az első YF-12A sikeresen felszáll a Groom Lake bázisról. Az YF-12A az A-12 alapján kifejlesztett Mach 3-as elfogóvadász volt.
- 1964.
  - július 9.: a 133-as számú A-12 leszállás közben lezuhan. A pilóta, Park, 160 méter magasból katapultál.
- 1965.
  - év eleje: az OXCART programot befejezik. A bázis létszáma eléri az 1835 főt
  - december 28.: a 126-os számú A-12 a felszállás után azonnal lezuhan. Vojvodich, a pilóta, katapultál.
- 1966.
  - március 5.: a D-21 távirányítású repülő első szabad repülése. A gépet Point Mugu közelében indítják egy Groom Lake-ről felszálló Blackbirdről.
  - július 30.: egy D-21-est indítanak Point Mugu felett, de az nekicsapódik az indító, 135-ös számú A-12-nek és megsemmisíti. A legénység két tagja katapultál, de az egyikük megfullad, mielőtt kimenthetnék a tengerből. Innentől kezdve az összes tovább D-21-est B-52-es bombázókról indítják.
- 1967.
  - év közben: a katonai hírszerzés, a Defense Intelligence Agency szerez egy MiG–21-est és kísérletezésre a Groom Lake bázisra szállítja. A program a Have Doughnut kódnevet kapja, és ezzel kezdetét veszi a MiG-gépekkel való kísérletezés, ami valószínűleg napjainkig is tart.
  - január 5.: a 125-ös számú A-12 a Groom Lake bázistól 125 km-re keletre lezuhan, mert elfogyott az üzemanyaga. Ray, a pilóta, katapultál, de nem tud kiszabadulni katapultülésből és életét veszti.
  - január 10.: az SR-71 program érdekében leállítják az A-12 programot. A programváltás 1968 januárjára befejeződik.
  - május 22.: az első A-12-esek felszállnak a Groom Lake bázisról és a japán Okinawán található Kadena légibázisra indulnak. Ezzel kezdetét veszi a Black Shield, a gépek első operatív bevetése. A Black Shield keretében a gépek Észak-Vietnam felett végeztek felderítő repüléseket.
- 1968.
  - június 21.: a Groom Lake bázisról felszáll a 131-es számú A-12, az utolsó ilyen típusú gép. Az egész A-21-es flottát ezután kivonják a forgalomból és titkos raktárakba szállítják.
  - augusztus 28.: a USGS egy rutin térképészeti felméréssorozat részekén lefényképezi a Groom Lake komplexumot. Az azóta több helyen is publikált fényképet 1994-ben az amerikai kormány betiltotta.
- 1977.
  - november 16.: az 1001-es számú Have Blue, az F-117A lopakodó repülőgép prototípusa megérkezik a Groom Lake bázisra.
  - december 1.: felszáll az első Have Blue.
- 1978.
  - május 4.: az első Have Blue lezuhan, miután a futómű sérülése miatt nem tud leszállni.
  - július 20.: felszáll az 1002-es számú, második Have Blue prototípus.
- 1979.
  - július 11.: a Groom Lake-től 60 km-re északnyugatra, hajtóműtűz miatt a második Have Blue prototípus is lezuhan.
- 1981.
  - május: az első szériagyártású F-117A tesztelés céljából szállítógépen érkezik a Groom Lake bázisra.
  - június 18.: a 780-as számú első F-117A felszáll a Groom Lake-ről.
- 1982.
  - február: felszáll a Tacit Blue, az új generációs lopakodó technológiákat bemutató kísérleti gép.
  - április: az A-12 létezését végre feloldják a titkosítás alól.
  - április 20.: a légierő hadrendbeállítási berepülései alatt lezuhan az F-117A-sorozat első szériagyártású gépe.
  - október 15.: az F-117A második szériagyártású gépével tovább folytatódik a légierő hadrendbeállítási tesztsorozata.
  - év vége: az első operatív lopakodó vadászgépraj a Groom Lake bázisról átköltözik a szomszédos Tonopah lőtérre.
- 1983.
  - április 18.: négy Greenpeace-aktivista az 51-es körzettől nem messze délre halad el, miközben megpróbálnak belopakodni a nevadai atomkísérleti telepre.
  - június: felszáll az első HALSOL, egy nagy magasságban repülő, napelemes, távirányítású gép. A HALSOL program két hónapig tartott.
- 1984.
  - március: a légierő fegyveres őröket helyez a Groom Lake-től északra és keletre elterülő, 36 000 hektáros nyilvános földterület minden bejáratához, így gyakorlatilag kiterjeszti a tiltott zóna határát. Az őrök az arra járókat arra kérik, hogy ne lépjenek be a területre, így hatásosan (bár valószínűleg törvénybe ütköző módon) megakadályozzák a bejutást az amúgy nyilvános területre.
  - április 26.: Robert Bond tábornok életét veszíti, amikor a Groom Lake bázisról felszálló MiG–23-asa az NTS területén található Little Skill Mountain oldalába csapódik.
  - augusztus: a márciusi területnöveléssel kapcsolatos kongresszusi meghallgatások során John Rittenhouse, a légierő képviselője azt állítja: bár a légierőnek nem volt felhatalmazása a földfoglalásra, a döntést nála sokkal magasabb szinten hozták. Részleteket csupán a nyilvánosság kizárásával tartott, zárt meghallgatáson mondana.
- 1985.
  - évközben: a TACIT BLUE program véget ér.
- 1987.
  - december: a Kongresszus végül is jóváhagyja és legitimizálja a légierő korábbi önkényes területnövelését.
- 1988.
  - július 17.: a Groom Lake bázisról egy szovjet felderítő műhold által készített fénykép kerül nyilvánosságra. A képet a Popular Science tudományos havilap és az ufókutatással foglalkozó The Lazar Poster is leközli.
- 1993.
  - október 18.: a légierő arról értesíti a szövetségi földhivatalt, hogy további 1600 hektár földterületet szeretne elfoglalni annak érdekében, hogy a nagyközönség a Freedom Ridge és Whitesides Peak néven ismert helyekről ne láthasson be a Groom Lake bázisra.
- 1995.
  - április 10.: a Freedom Ridge és a Whitesides Peak többé nem látogatható, a tiltott zónába kerül, így a nagyközönség még távolról sem tekinthet be a Groom Lake bázisra.
- 1996.
  - január: a Bechtel Corporation hadiipari cég állítólag elkezdte további 1600 méterrel (5000 lábbal) meghosszabbítani a második kifutópályát (14L – 32R).

## Ufók, összeesküvés-elméletek és az 51-es körzet
Az 51-es körzetet körülvevő titoktartás és minden bizonnyal a modern repüléskutatással való összefonódás, illetve a szokatlan jelenségekről szóló beszámolók mind hozzájárulhattak ahhoz, hogy az 51-es körzet a modern ufók és összeesküvés-elméletek folklórjának központi helyszíne legyen. Az 51-es körzetben állítólag többek között az alábbiak folyhatnak:
- földönkívüli űrhajók (köztük az állítólag Roswellben lezuhant) tárolása, tanulmányozása és technológiáinak megfejtése,
  - ezen űrhajók (élő és halott) utasainak tanulmányozása,
  - földönkívüli technológiák alapján repülő szerkezetek gyártása,
- megbeszélések vagy közös tárgyalások a földönkívüliekkel,
- különleges energiafegyverek kifejlesztése (például a „csillagháborús” SDI programhoz),
- időjárásirányítás kifejlesztése,
- egy állítólagos, háttérből manipuláló világkormánnyal kapcsolatos tevékenységek.
- egyes terjesztések szerint állati kísérleteket (giliszta) folytatnak a lezuhant űrhajókban talált idegen testekből kinyert anyaggal.

Egyesek szerint a Groom Lake (vagy a közeli Papoose Lake) alatt hatalmas földalatti bázist létesítettek, ahol ezeket a feladatokat látják el.

## Az 51-es körzet a popkultúrában
A bázis a Doctor Who (Dreamland), a Futurama, az X-akták, a Seven Days, Csillagkapu és az Amerikai Horror Story (Halálvölgy) tévésorozatban; a Groom Lake, A függetlenség napja és az Indiana Jones és a kristálykoponya királysága mozifilmben; az Area 51, a Deus Ex, a Tomb Raider III, a Perfect Dark, a Tony Hawk's Pro Skater, Grand Theft Auto: San Andreas, DCS World illetve a Half-Life számítógépes játékban szerepel. Dale Brown író könyveiben is gyakran szóba kerül.
Az Alienware számítógépgyártó Intel alapú csúcsmodelljének neve is Area-51.
A bázishoz legközelebb található kisváros a nevadai Rachel, ami így hírnévre tett szert mint az „51-es körzet hivatalos otthona”. Rachel nagyjából háromórányi autóútra található Las Vegastól, és egész évben turisták látogatják. A városkában több vállalkozás is foglalkozik az ufókultusz kiaknázásával, legyen az étterem, szálláshely vagy ufós témájú csecsebecsék árusítása. A városkát évente nagy számban látogatják a repülésért rajongók, akik a Nellis lőtér felett lezajló Red Flag légi hadgyakorlatban részt vevő gépeket szeretnék megpillantani. A városka kis múzeumában fényképeket, térképeket, kitűzőket és más, 51-es körzettel kapcsolatos tárgyakat lehet vásárolni. Az egyik helyi kocsma büszkén állítja ki azt az időkapszulát, amelyet A függetlenség napja filmstábjától kaptak.

## Angol nyelvű könyvek
- Rich, Benk Janos, Leo. (1996) Skunk Works. Little, Brown & Company, ISBN 0-316-74300-3
- Darlington, David. (1998) Dreamland Chronicles. Henry Holt & Company, ISBN 0-8050-6040-5

### Képek és térképek
- Dreamland Helység térképe az 51-es körzet építményeiről (angolul)
- The Anomalies Network – Fényképek, kutatások és viták (angolul)
- Térképészeti térkép az Emigrant Valley-ról és a Groom Lake-ről (angolul)
- Légifelvétel (angolul)
- Fényképek a Janet repülőgépekről (angolul)
- Hivatalos FAA felvétel Groom Lake-ről (angolul)
- Történelmi képek Groom Lake-ről, Groom Lake Bányászati Terület (angolul)